# Letteratura teatrale
La letteratura teatrale o letteratura drammatica è quella branca della letteratura che comprende opere letterarie destinate o scritte per la rappresentazione dal vivo; il significato del termine letteratura teatrale è però valido anche per indicare, in maniera più ampia e con utilizzo specifico per gli studiosi, la saggistica di argomento teatrale, che non si riferisce unicamente al testo drammatico ma anche a studi concernenti altri aspetti di questa arte quali la recitazione, la regia eccetera. In questo secondo caso, sarebbe più corretto parlare di saggistica teatrale. 

Parlando di un autore, non è sbagliato indicare con il termine drammaturgia la produzione artistica dello stesso: i due termini, drammaturgia e letteratura teatrale, non sono però sinonimi.

## Il testo a teatro
L'utilizzo del termine letteratura teatrale o drammatica è maggiormente usato in riferimento al testo che sottende il teatro di prosa e non ad altri tipi di spettacolo dal vivo che pure sono ad esso affini: letteratura teatrale è anche il testo dell'opera lirica che però, poiché cantato, prende il nome di libretto, mentre la partitura della danza, composta da movimenti ed azioni prive di dialogo, è definita coreografia.
La letteratura teatrale pretende che alla base dei suoi studi e del suo stesso essere vi sia dunque un testo composto da dialoghi (ma anche monologhi non necessariamente di chiaro senso compiuto) e azioni. Quando il testo dialogico non è presente ma vi è una chiara rappresentazione scenica che non sia danza o balletto, si può parlare anche di "partitura teatrale", indicando con essa il tessuto - disposto in maniera comprensibile e cronologica, ossia quali scene si susseguono tra loro - delle azioni compiute in una rappresentazione che non si basa su un testo scritto.
La presenza del testo, a sua volta, non significa necessariamente che questo esista fisicamente: si può parlare di letteratura drammatica o teatrale anche nel caso dei canovacci della commedia dell'arte, costituiti per lo più da una specifica sequenza di azioni che venivano arricchite ed agite da attori che incarnavano tipo ben definiti (le cosiddette maschere o personaggi della commedia dell'arte).
Bisogna tenere presente che, fino a più della metà dello scorso millennio, l'autore teatrale rivestiva un'importanza maggiore dell'interprete o del capocomico: era all'autore che veniva tributato il successo di un dramma così come era sempre il suo nome ad apparire in bella vista sui cartelloni dei teatri.